# Pablo Álvarez García
Pablo Álvarez García (Tela, Atlántida, Honduras; 29 de junio de 1992) es un futbolista de nacionalidad hondureña. Juega de guardameta, su primer equipo fue el Club Deportivo Victoria. Actualmente juega en el Club Deportivo Victoria de Honduras.

## Clubes
| Club                    | País     | Año           |
| ----------------------- | -------- | ------------- |
| Club Deportivo Victoria | Honduras | 2013-Presente |

- Datos: Q16297377